# Eusèbe Gauvin
Pour les articles homonymes, voir Gauvin.
Eusèbe Gauvin est un homme politique français né le 29 novembre 1852 à Suèvres (Loir-et-Cher) et décédé le 19 juin 1931 à Mer (Loir-et-Cher).

## Biographie
Adolescent, il étudie au collège de Blois.
Conseiller municipal de Mer en 1877, il en est maire de 1884 à 1924. En 1891, il est conseiller général. Député de Loir-et-Cher de 1895 à 1906, inscrit au groupe de la Gauche progressiste. Il est sénateur de 1906 à 1931, inscrit au groupe de la Gauche démocratique.